# Olmiccia
Olmiccia (in corso Ulmiccia) è un comune francese di 108 abitanti situato nel dipartimento della Corsica del Sud nella regione della Corsica.
Faceva parte dell'antica microregione (pieve) del Tallano.
Il comune comprende tre piccole frazioni: Finaju, Finocchiaja e Erta.

## Società

### Evoluzione demografica
Abitanti censiti